# Gare de La Ville-Gozet
La gare de La Ville-Gozet est une gare ferroviaire française des lignes de Bourges à Miécaze et de Châteauroux à La Ville-Gozet, située à La Ville-Gozet, quartier de la ville de Montluçon dans le département de l'Allier, en région Auvergne-Rhône-Alpes.
C'est une halte voyageurs de la Société nationale des chemins de fer français (SNCF) du réseau TER Auvergne-Rhône-Alpes. Elle est desservie par des trains express régionaux.

## Situation ferroviaire
Établie à 204 mètres d'altitude, l'ancienne gare de bifurcation de La Ville-Gozet est située au point kilométrique (PK) 326,064 de la ligne de Bourges à Miécaze et au PK 366,3 de l'ancienne ligne de Châteauroux à La Ville-Gozet partiellement déclassée.

## Fréquentation
De 2015 à 2023, selon les estimations de la SNCF, la fréquentation annuelle de la gare s'élève aux nombres indiqués dans le tableau ci-dessous.
| Année     | 2015 | 2016 | 2017 | 2018 | 2019 | 2020 | 2021 | 2022 | 2023 |
| --------- | ---- | ---- | ---- | ---- | ---- | ---- | ---- | ---- | ---- |
| Voyageurs | 777  | 411  | 328  | 321  | 453  | 635  | 719  | 466  | 292  |

## Service des voyageurs

### Accueil
Halte SNCF, c'est un point d'arrêt non  géré (PANG) à accès libre. 

### Desserte
La Ville-Gozet est une halte du réseau TER Auvergne-Rhône-Alpes desservie par des trains circulant sur la relation : Montluçon-Ville  - Bourges (ou Saint-Amand-Montrond - Orval).

### Intermodalité
Un parking pour les véhicules y est aménagé. Elle est desservie par des cars TER Auvergne-Rhône-Alpes en complément de la desserte ferroviaire sur la relation : Montluçon-Ville - Saint-Amand-Montrond - Orval.

## Patrimoine ferroviaire
L'ancien bâtiment voyageurs est toujours présent sur le site. En 2005 il était en partie utilisé par la Maison des associations Pierre Leroux.